# De Nederlandsche Palamedes
De Nederlandsche Palamedes: tijdschrift voor het schaakspel (1847) was de eerste poging tot een schaakweekblad op Nederlandse bodem, die echter niet verder dan een enkele nummer kwam.
De omslag van het eerste en enige nummer toont twee Franse schakers die zich verwonderen over het feit dat ze in Nederland zijn. Het doet denken aan de Napoleontische periode en de annexatie van Holland in 1810, en de tijd van generaal van Zuylen van Nijevelt.
Het eerste nummer kreeg geen vervolg door gebrek aan belangstelling. Ondanks het falen van deze magazine werd kort daarop door Willem Jan Louis Verbeek een nieuwe poging ondernomen. Hij zette Sissa schaaktijdschrift op, die decennialang zou beklijven.